# The Wish Fish
The Wish Fish és una pel·lícula d'animació espanyola del 2012 dirigida per Gorka Vázquez i Iván Oneka, produïda per Baleuko i Image amb la participació d'ETB. Ha estat doblada al català.

## Sinopsi
La mare d'Opil vol que mengi més sa i serveix al seu fill el peix dels desitjos. Sense creure-s'ho, el nen demana com a desig que tots els peixos desapareguin. Aleshores arriben a la terra les naus del malvat Saturón i succionen els peixos de tots els oceans. Ara Opil es veu obligat a salvar el món trobant un altre peix dels desitjos. Però gairebé tot el peix és en poder de Saturón.

## Producció
Fou exhibida en la secció d'Animazine del Festival de Màlaga. Fou estrenada el 27 d'abril de 2012, va recaptar 60.000 euros i fou vista per més de 10.000 espectadors. Han venut els drets per ser exhibida a Dinamarca, Brasil, i Rússia, i es va arribar a un acord amb la distribuïdora Phase 4 Films per exhibir-la als Estats Units i al Canadà.

## Nominacions
Fou nominada al Goya a la millor pel·lícula d'animació als XXVII Premis Goya.